# Гута Межиречская
Гута Межиречская (укр. Гута Межиріцька) — село в Черкасском районе Черкасской области Украины.
Население по переписи 2001 года составляло 58 человек. Почтовый индекс — 19614. Телефонный код — 472.

## Местный совет
19614, Черкасская обл., Черкасский р-н, с. Кумейки, ул. Ленина, 1